# Sistema dinâmico contínuo
Um sistema dinâmico contínuo é um sistema dinâmico cujo estado evolui ao longo do espaço de estado continuamente de acordo com uma regra fixa.
Usaremos a notação abreviada {\displaystyle {\dot {x}}}, {\displaystyle {\ddot {x}}},
{\displaystyle \ldots } para representar as derivadas, em ordem ao tempo, de uma função
{\displaystyle x(t)} que depende do tempo, e {\displaystyle y'}, {\displaystyle y''}, {\displaystyle \ldots } para representar as
derivadas de uma função {\displaystyle y(x)} que depende de {\displaystyle x}. 
Consideremos, por exemplo:

{\displaystyle {\dot {x}}={\frac {dx}{dt}}\qquad {\ddot {x}}={\frac {d^{2}x}{dt^{2}}}\qquad y'={\frac {dy}{dx}}\qquad y''={\frac {d^{2}y}{dx^{2}}}}

## Equações diferenciais de primeira ordem
Uma equação diferencial ordinária ou em forma abreviada,
EDO é uma equação que envolve uma função de uma única variável, por
exemplo, {\displaystyle y(x)}, e as suas derivadas; a variável {\displaystyle x} pode aparecer
também na equação. 
Se a única derivada que aparece na equação for a
derivada de primeira ordem, a equação é designada por equação
diferencial ordinária de primeira ordem. Assim, a forma geral das EDO
de primeira ordem é {\displaystyle F(x,y,y')=0}, mas vamos considerar unicamente
as equações que possam ser escritas como uma ou mais equações da forma
{\displaystyle \color {red}{y'=f(x,y)}}
Dois exemplos de EDO de primeira ordem são os seguintes:
{\displaystyle {\begin{aligned}&&y'y\cos(x)=3xy^{2}\sin(y)\\&&{\dot {y}}=3\mathrm {-5y} -y\end{aligned}}}
a função em questão, {\displaystyle y} nos dois casos, é chamada variável dependente. A variável da qual depende a função é designada de
variável independente. 
Na primeira equação acima, a variável
independente é {\displaystyle x}. No segundo caso, a variável independente não
aparece na equação, mas a partir da derivada {\displaystyle {\dot {y}}} torna-se
evidente que a variável independente é {\displaystyle t}.
Uma solução de uma EDO, num dado intervalo, é qualquer função {\displaystyle f} de
uma variável que verifique a equação, quando substituída pela variável
dependente.

### Campo de direções

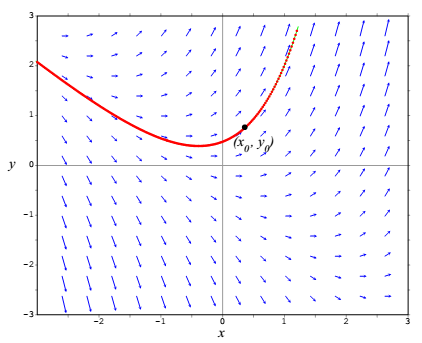
Campo de direções da equação y' = y + x, e a solução que passa pelo ponto o (x0,y0)

É possível descobrir muita informação importante sobre as soluções da equação como  a partir de uma análise geométrica simples
da função
{\displaystyle f(x,y)}.
A função {\displaystyle f(x,y)} define, em cada ponto do plano
{\displaystyle (x,y)}, o declive que deverá ter uma função {\displaystyle y(x)} que seja solução
da EDO.
O campo de direções é um gráfico do plano {\displaystyle (x,y)}, onde em
alguns pontos aparece um vector com declive igual ao valor de {\displaystyle f(x,y)}
nesse ponto. Assim, as soluções da equação diferencial deverão ser as
curvas tangentes a esses vectores. Por exemplo, A figura
ao lado mostra o campo de direções da equação {\displaystyle y'=y+x}, e uma solução.
Existem, em geral, muitas soluções de uma equação diferencial de
primeira ordem. Dado um valor inicial {\displaystyle y(x_{0})=y_{0}}, é possível
calcular a derivada {\displaystyle y'} no ponto {\displaystyle x_{0}}, de acordo com a equação diferencial, a derivada nesse ponto é igual a {\displaystyle f(x_{0},y_{0})}.
E geralmente é possível encontrar uma solução particular que passe pelo ponto {\displaystyle (x_{0},y_{0})} e com derivada igual a
{\displaystyle f(x,y)} em cada ponto. 
O problema de valor inicial:
{\displaystyle y'=f(x,y)\qquad y(x_{0})=y_{0}}
consiste em encontrar a solução particular que passa pelo
ponto {\displaystyle (x_{0},y_{0})}.

## Sistemas dinâmicos de primeira ordem
Para introduzir alguns conceitos básicos que serão essenciais 
, vamos analisar dois sistemas dinâmicos simples:
um sistema em queda livre e um circuito RC. Nas próximas seções
generalizaremos essa análise ao caso de outros sistemas, que podem
aparecer em campos muito diversos, diferentes da dinâmica e da teoria
de circuitos.

### Queda livre
Consideremos primeiro o caso de um objeto que cai livremente dentro
de um tubo com vácuo. Nessas condições, a única força externa que
atua sobre o sistema é o seu peso, {\displaystyle mg}, e a segunda lei de Newton
para este sistema é:
{\displaystyle ma=-mg}
A massa do objecto é eliminada nos dois lados da equação, e a
aceleração instantânea {\displaystyle a} é igual à derivada da velocidade,
{\displaystyle {\dot {v}}}. Assim, obtemos
{\displaystyle \color {YellowOrange}{{\dot {v}}=-g}}
a aceleração será independente da massa ou forma do objecto, e igual à
aceleração da gravidade, {\displaystyle g}. O sinal negativo é devido a estarmos a
considerar o sentido positivo da velocidade (e da aceleração) de baixo
para cima.

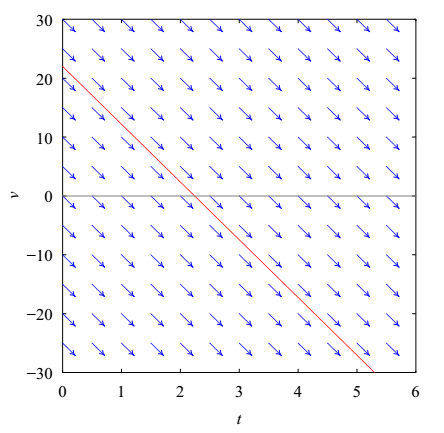
Campo de direções da equação

O campo de direções para a equação diferencial é
formado por vetores paralelos, todos com declive igual a {\displaystyle -g} (figura
ao lado).
No gráfico apresentado é fácil ver que as soluções da equação
são rectas com declive igual a {\displaystyle -g}. 
A velocidade diminui
continuamente a uma taxa de {\displaystyle -9.8m/s} cada segundo.
A solução que se
mostra na figura anterior corresponde a um objecto que foi
lançado verticalmente para cima (velocidade positiva), com uma
velocidade inicial de 22 m/s. A velocidade decresce até zero,
aproximadamente dois segundos mais tarde, no ponto mais alto da
trajetória, e continua a diminuir passando para valores negativos,
que indicam que o objecto está a descer.
Se o sistema em queda livre não estiver dentro de um tubo de vácuo,
existe outra força externa que não pode ser desprezada: o atrito com
o ar. A força de atrito com o ar é sempre oposta à velocidade e
depende da forma do objecto e do quadrado do módulo da velocidade.
A expressão matemática para essa força é
{\displaystyle F_{a}=-{\frac {1}{2}}C_{d}\rho \,A\,|v|\,v}
onde {\displaystyle A} é a área da secção transversal do objeto, {\displaystyle \rho } é a massa
volúmica do ar, e {\displaystyle C_{d}} é uma constante, sem unidades, que depende da
forma geométrica; para esferas, {\displaystyle C_{d}} tem o valor de 0.5, e para um
pára-quedas circular é aproximadamente {\displaystyle 0.8}.
O produto {\displaystyle -|v|\,v}
garante um sentido oposto à velocidade; se o objecto desce, {\displaystyle v<0}, e
força de atrito será para cima ({\displaystyle -|v|\,v} positivo).
Se objeto sobe,
{\displaystyle v>0}, e a força de atrito será para baixo ({\displaystyle -|v|\,v} negativo).
A segunda lei de Newton para o objecto em queda livre é
{\displaystyle \color {blue}{m{\dot {v}}=-mg-{\frac {1}{2}}C_{d}\rho \,A\,|v|\,v}}
Para poder desenhar o campo de direções, será preciso substituir os
valores numéricos dos parâmetros.
Alguns valores realistas para um
pára-quedista são: {\displaystyle C_{d}=0.8}, {\displaystyle m=70} kg e {\displaystyle A=7m^{2}}.
A aceleração da
gravidade é aproximadamente {\displaystyle g=9.8m/s^{2}}.
A massa volúmica do ar varia
com a temperatura, a umidade relativa e a altura sobre o nível do
mar. À temperatura ambiente e alguns metros por cima do nível do mar,
a massa volúmica do ar é aproximadamente {\displaystyle 1.2kg/m^{3}}.
Assim, em
unidades SI, a equação é igual a
{\displaystyle {\dot {v}}=-9.8-0.048\,|v|\,v}

### Circuito RC

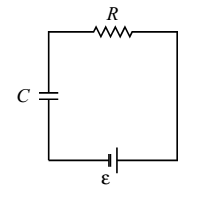
Circuito RC

Um circuito RC é constituído por um capacitor, em série com uma
resistência {\displaystyle R} e uma fonte de tensão com força eletromotriz constante,
{\displaystyle \varepsilon }.
A soma algébrica das diferenças de potencial nos três elementos do
circuito, deverá ser nula. A diferença de potencial na fonte é
{\displaystyle \epsilon }, a diferença de potencial na resistência é {\displaystyle R\,I} e a
diferença de potencial no capacitor é {\displaystyle Q/C}
{\displaystyle R\,I+{\frac {Q}{C}}=\varepsilon }
Toda a carga que passa pela resistência, ou sai de uma das armaduras
do capacitor, ou é armazenada nessa armadura. Isso implica que a
corrente através da resistência é igual à derivada da carga no
capacitor. A equação reduz-se a uma equação diferencial para a carga
no capacitor em função do tempo
{\displaystyle \color {OliveGreen}{{\dot {Q}}={\frac {\varepsilon }{R}}-{\frac {Q}{RC}}}}
Para desenhar o campo de direções, vamos substituir alguns valores
típicos dos elementos do circuito:
{\displaystyle R=4k\Omega }, {\displaystyle C=250nF} e {\displaystyle \varepsilon =5V}.
Convém usar um sistema de unidades apropriado, para evitar os erros
numéricos associados aos números muito grandes ou muito pequenos.
Usaremos unidades de micro-coulombs, {\displaystyle \mu C}, para a carga, e o tempo
em ms.
Nesse sistema de unidades, e substituindo os valores da
resistência, capacidade e força eletromotriz, a equação
toma a forma
{\displaystyle {\dot {Q}}=1.25-Q}

## Sistemas autônomos
Considerando o sistema na expressão :
{\displaystyle {\dot {x}}=f(x)}
Nesse caso a função {\displaystyle f} não depende da variável independente {\displaystyle t}.
Do ponto de vista físico, a evolução da variável independente não
depende do instante inicial; isto é, a partir
de uma velocidade inicial o movimento do sistema será exatamente o
mesmo, independentemente do instante em que o sistema obteve essa
velocidade inicial. Se repetirmos uma experiência de queda livre uns
dias mais tarde, o resultado da experiência será o mesmo.
Do ponto de vista geométrico, as soluções formam famílias de
curvas idênticas, deslocadas na direção do eixo horizontal. O campo
de direções é invariante se for deslocado na horizontal (eixo do
tempo).
Esse tipo de equações diferenciais, em que a função {\displaystyle f} não
depende da variável independente, são designadas de equações diferenciais autônomas. São equações muito importantes, pois
aparecem em muitos problemas e inclusivamente nos problemas que
conduzem a equações não autônomas, é sempre possível transformar as
equações num sistema de equações autônomas.
Assim, a partir desta seção vamos estudar unicamente
sistemas autônomos, em que as equações do sistema são
equações diferenciais autônomas. Um sistema dinâmico autônomo de
primeira ordem é um sistema caracterizado por:
- Uma variável dependente do tempo, {\displaystyle x(t)}, que designamos por variável de estado

- Uma equação diferencial ordinária, autônoma, de primeira ordem: {\displaystyle \color {Purple}{{\dot {x}}=f(x)}} que define a evolução da variável de estado, a partir de um estado inicial {\displaystyle x_{0}}, e designaremos de equação de evolução.

### Retrato de fase
Os pontos fixos de um sistema dinâmico contínuo, de primeira
ordem, são os pontos onde a derivada da variável de estado é nula.
Nesses pontos o estado do sistema permanece constante.
O retrato de fase de um sistema dinâmico é um esboço do campo
de direções, mostrando os pontos fixos e algumas soluções que começam
ou terminam nesses pontos. Os pontos fixos representam-se por meio
de um ponto.
Como a derivada {\displaystyle {\dot {x}}} num sistema autônomo (equação) depende apenas da variável de estado, {\displaystyle x}, o declive
do campo de direções é o mesmo em todos os pontos com o mesmo valor
de {\displaystyle x}.

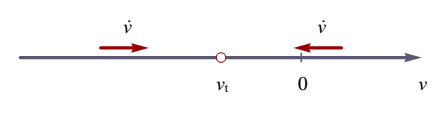
Retrato de fase para a velocidade de uma partícula, onde designa a velocidade terminal.

Assim, para representar o campo de direções, basta desenhar a
projeção do campo ao longo do eixo da variável de estado (eixo
vertical). O retrato de fase será uma linha onde se mostram os pontos
fixos e as direções das trajetórias.  
O retrato de fase do campo da  é apresentado na figura
ao lado.
A velocidade terminal obtém-se a partir da equação
da segunda lei de Newton para o objecto em queda livre, no ponto em que a derivada for igual a zero
{\displaystyle v_{\mathrm {t} }=-{\sqrt {\frac {2\,m\,g}{C_{d}\rho \,A}}}}
Assim, neste caso, existe um único ponto fixo, correspondente à
velocidade terminal.
Na região à esquerda da velocidade terminal, do retrato de fase da
figura anterior, o lado direito da segunda lei de Newton para o objecto em queda livre é
positivo e, portanto, a derivada da velocidade é positiva. Tal fato é
indicado pela seta que aponta para a direita. 
A solução que se
aproxima do ponto fixo (velocidade terminal) pela esquerda,
corresponde ao caso em que no instante inicial o pára-quedista está a
descer com uma velocidade com módulo maior que a velocidade terminal;
o pára-quedas trava a queda até que o pára-quedista alcança a
velocidade terminal. O ponto fixo é um nó atrativo; todas as soluções aproximam-se dele.

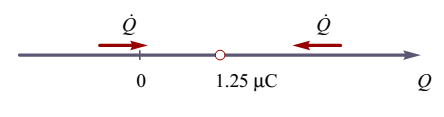
Retrato de fase de um circuito RC

No caso do circuito RC, que também é um sistema autônomo de primeira
ordem, o retrato de fase é semelhante a da partícula em queda. 
O ponto fixo é o ponto {\displaystyle Q=1.25}, que faz com que a derivada seja nula.
É um nó atrativo; a carga no condensador aproximar-se-á de
{\displaystyle 1.25\mu C}, independentemente do seu valor inicial. 
Em geral, o ponto
fixo localiza-se em {\displaystyle \varepsilon \,C}. Os valores negativos da carga
representam situações em que o condensador encontra-se carregado em
modo inverso à bateria.

## Método de Euler
Os métodos de resolução numérica de equações diferenciais ordinárias
de primeira ordem
{\displaystyle {\dot {x}}=f(x,t)}
consistem em calcular o valor da variável de estado numa sequência
discreta de instantes {\displaystyle \{t_{0},t_{1},t_{2},\ldots \}}, usando alguma
estimativa dos valores médios das derivadas durante cada intervalo de
tempo {\displaystyle [t_{i},t_{i+1}]}, a partir da função {\displaystyle f(x,t)} que é a derivada
instantânea.
Podemos usar uma sequência de instantes {\displaystyle t_{i}} igualmente espaçados
entre si, com incremento de tempo {\displaystyle h}:
{\displaystyle \{t_{0},t_{0}+h,t_{0}+2h,\ldots \}\qquad t_{n}=t_{0}+nh}
assim, substituiremos a variável contínua {\displaystyle x(t)} por uma
variável discreta:
{\displaystyle \color {red}{\{x_{0},x_{1},x_{2},\ldots \}\qquad x_{n}=x(t_{n})=x(t_{0}+nh)}}
O sistema contínuo é substituído por um sistema discreto. A equação de
evolução desse sistema discreto dependerá do método numérico usado
para fazer a estimativa do valor médio da derivada em cada intervalo
{\displaystyle [t_{n},t_{n}+h]}.

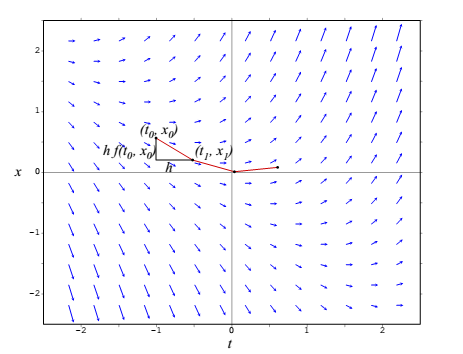
Método de euler para calcular as soluções de um sistema contínuo de primeira ordem.

Existem muitos métodos numéricos para resolver
sistemas dinâmicos contínuos. Nesta secção apresentaremos um método
muito simples, o método de Euler.
Usando a notação introduzida na equação, a
definição da derivada {\displaystyle {\dot {x}}}, no instante {\displaystyle t_{n}=t_{0}+nh}, escreve-se
{\displaystyle {\dot {x}}(t_{n})=\lim _{h\rightarrow 0}{\frac {x(t_{n}+h)-x(t_{n})}{h}}=\lim _{h\rightarrow 0}{\frac {x_{n+1}-x_{n}}{h}}}
Assim, se {\displaystyle h} for suficientemente pequeno, a equação anterior conduz a
uma forma aproximada de calcular {\displaystyle x_{n+1}} em função do estado, {\displaystyle x_{n}}, e
da derivada no instante {\displaystyle t_{n}}.
{\displaystyle x_{n+1}\approx x_{n}+h{\dot {x}}(t_{n})}
Combinando essa aproximação com a primeira equação da seção (método de euler),
, obtemos a equação do sistema discreto equivalente:
{\displaystyle x_{n+1}=x_{n}+hf(t_{n},x_{n})}
A condição inicial {\displaystyle (t_{0},x_{0})} permite-nos calcular {\displaystyle (t_{1},x_{1})},
usando a equação de recorrência , e assim
sucessivamente podemos calcular {\displaystyle (t_{2},x_{2})}, {\displaystyle (t_{3},x_{3})},etc.
É de salientar que a aproximação que se fez consiste em admitir que o
valor médio da derivada {\displaystyle {\dot {x}}} no intervalo {\displaystyle [t_{n},t_{n}+h]} é igual
ao valor da derivada no instante inicial do intervalo. 
Do ponto de
vista gráfico, o que estamos a fazer é deslocarmos-nos, desde o ponto
{\displaystyle (t_{0},x_{0})}, uma distância {\displaystyle h}, segundo o eixo {\displaystyle t}, na direção do campo de direções, como se mostra na figura anterior.
Como mostra a figura, a direção do campo no ponto {\displaystyle i} já não é a mesma
no ponto {\displaystyle i+1}e, assim, a curva obtida não segue perfeitamente o campo
de direções. Mas se {\displaystyle h} for suficiente pequeno, obtém-se uma boa
aproximação.

## Resolução analítica das equações diferenciais
Existem alguns tipos de equações ordinárias de primeira ordem que
podem ser resolvidas analiticamente ,as quais veremos a seguir.

### Equações de variáveis separáveis
Se a equação tiver a forma
{\displaystyle {\frac {dy}{dx}}={\frac {f(x)}{g(y)}}}
é designada por equação de variáveis separáveis. Para resolver este
tipo de equação, primeiro observemos que a primitiva da função {\displaystyle g(y)}
pode ser calculada da seguinte forma
{\displaystyle \int g(y)\,dy=\int g(y(x)){\frac {dy}{dx}}\,dx}
a equação diferencial pode ser escrita como
{\displaystyle g(y){\frac {dy}{dx}}=f(x)}
a primitiva do lado esquerdo, em ordem a {\displaystyle x}, é igual à primitiva de {\displaystyle g(y)}, em
ordem a {\displaystyle y}, como acabamos de ver; assim, temos que
{\displaystyle \int g(y)dy=\int f(x)dx+c}
Se conseguirmos calcular as primitivas a cada lado da equação, obteremos
a solução analítica da equação diferencial.

### Equações lineares
Uma equação diferencial linear, de primeira ordem, tem a forma geral
{\displaystyle \color {Blue}{{\frac {dy}{dx}}+p(x)y=f(x)}}
onde {\displaystyle p(x)} e {\displaystyle f(x)} são quaisquer duas funções que dependem apenas de
{\displaystyle x} (podem também ser constantes).
No caso particular em que a função {\displaystyle p} for uma constante {\displaystyle a}, o lado
esquerdo terá alguma semelhança com a seguinte derivada
{\displaystyle {\frac {dy}{dx}}(ye^{ax})=e^{ax}(y'+ay)}
consequentemente, se multiplicarmos os dois lados da equação diferencial por {\displaystyle e^{ax}} obteremos:
{\displaystyle {\begin{aligned}&{\frac {dy}{dx}}(ye^{ax})=e^{ax}f(x)\\&ye^{ax}=\int e^{ax}f(x)\,dx+c\end{aligned}}}
No caso geral em que {\displaystyle p} depender de {\displaystyle x}, usaremos a primitiva de {\displaystyle p(x)} em vez
de {\displaystyle ax}, e o fator integrante pelo qual deveremos multiplicar a
equação será
{\displaystyle \mu (x)=\exp \left[\int p(x)\,dx\right]}
multiplicando os dois lados da equação diferencial por {\displaystyle \mu } obtém-se
{\displaystyle {\begin{aligned}{\frac {d}{dx}}(y\mu (x))=\mu (x)f(x)\\y\mu =\int \mu (x)f(x)\,dx+c\end{aligned}}}

### Equações exatas
Qualquer equação de primeira ordem pode ser escrita na forma

{\displaystyle {\frac {dy}{dx}}={\frac {M(x,y)}{N(x,y)}}}
que conduz a
{\displaystyle -M(x,y)\,dx+N(x,y)\,dy=0}
esta forma é semelhante à expressão da diferencial de uma
função de duas variáveis
{\displaystyle dF(x,y)={\frac {\partial F}{\partial x}}\,dx+{\frac {\partial F}{\partial y}}\,dy}
Esta equação sugere-nos admitir que existe uma função {\displaystyle F(x,y)} cujas derivadas
parciais são iguais a {\displaystyle -M(x,y)} e {\displaystyle N(x,y)}; no entanto a segunda derivada
parcial de {\displaystyle F} seria
{\displaystyle {\frac {\partial ^{2}F}{\partial x\partial y}}=-{\frac {\partial M}{\partial y}}={\frac {\partial N}{\partial x}}}
Assim, para que a conjectura da existência da função {\displaystyle F(x,y)} seja
consistente, é necessário que as funções {\displaystyle M} e {\displaystyle N} verifiquem a seguinte
condição
{\displaystyle {\frac {\partial N}{\partial x}}=-{\frac {\partial M}{\partial y}}}
nesse caso diz-se que a equação é exata e existirá uma
função {\displaystyle F(x,y)} tal que a equação diferencial é equivalente à condição
{\displaystyle dF(x,y)=0}
assim, a solução geral da  equação diferencial será a família de curvas
{\displaystyle F(x,y)=c}
A função {\displaystyle F} calcula-se encontrando a função cujas derivadas parciais sejam
iguais a {\displaystyle N(x,y)} e {\displaystyle -M(x,y)}.

### Equações homogêneas
Uma equação de primeira ordem diz-se homogênea se tiver a
seguinte forma geral
{\displaystyle {\frac {dy}{dx}}=f\left({\frac {y}{x}}\right)}
para resolver esse tipo de equação usa-se a substituição
{\displaystyle v={\frac {y}{x}}\qquad \longrightarrow \qquad {\frac {dy}{dx}}=v+x{\frac {dv}{dx}}}
a qual torna a equação numa equação de variáveis separáveis. Para reconhecer
facilmente se uma função racional é da forma {\displaystyle f(y/x)} observam-se os expoentes
de cada termo no numerador e denominador (soma do expoente de {\displaystyle x} mais o
expoente de {\displaystyle y}) os quais deverão ser iguais. 
Por exemplo, das duas funções
seguintes as duas primeiras tem a forma {\displaystyle f(y/x)} mas a terceira não
{\displaystyle {\begin{aligned}&{\frac {xy^{2}-x^{3}}{yx^{2}}}\\&{\frac {y^{2}\cos(x/y)}{xy}}+5\\&{\frac {xy+y}{2+x}}\end{aligned}}}

### Equação de Bernoulli
Um tipo de equação diferencial que pode ser reduzida a equação linear, é a
chamada equação de Bernoulli, definida por
{\displaystyle {\frac {dy}{dx}}+p(x)y^{n}=f(x)y}
onde {\displaystyle n} é um número racional, diferente de 0 e de 1. A substituição
{\displaystyle v=y^{1-n}\qquad \longrightarrow \qquad v'=(1-n)y^{-n}y'}
transforma a equação de Bernoulli numa equação linear.

### Equação de Riccati
Outra equação redutível a equação linear é a equação de Riccati:
{\displaystyle {\frac {dy}{dx}}=a(x)+b(x)y+c(x)y^{2}}
onde {\displaystyle a(x)}, {\displaystyle b(x)} e {\displaystyle c(x)} são três funções que dependem de {\displaystyle x}. Se
conhecermos uma solução particular da equação, por exemplo {\displaystyle y_{1}}, a seguinte
mudança de variável transformará a equação de Riccati numa equação linear

{\displaystyle y=y_{1}+{\frac {1}{v}}\qquad \longrightarrow \qquad {\frac {dy}{dx}}={\frac {dy_{1}}{dx}}-{\frac {1}{v^{2}}}{\frac {dv}{dx}}}